# Area metropolitana di Iowa City
L'area metropolitana di Iowa City è un'area metropolitana degli Stati Uniti d'America che comprende la città di Iowa City e altre zone limitrofe, nello stato dell'Iowa.
L'area metropolitana di Iowa City ha una popolazione di 161.170 (stima 2013). L'area metropolitana, come definito dall'Ufficio per la gestione e il bilancio, si compone di due contee, tutte nell'Iowa. Oltre alle città principali, le contee consistono principalmente di piccole città tra i 1000 e i 5 000 abitanti e di comunità rurali, la maggior parte delle quali hanno una popolazione inferiori ai 1 000 abitanti.

## Contee
- Contea di Johnson
- Contea di Washington

## Città principali
- Iowa City (67 062 abitanti)
- Coralville (19 692 abitanti)
- North Liberty (14 917 abitanti)
- Washington (7 326 abitanti)

## Demografia
Al censimento del 2000, risultarono 131,676 abitanti, 52,136 nuclei familiari e 29,213 famiglie residenti nell'area metropolitana. La composizione etnica dell'area è 91.22% bianchi, 2.49% neri o afroamericani, 0.27% nativi americani, 3.52% asiatici, 0.04% isolani del Pacifico, 1.08% di altre razze e 2.54% ispanici e latino-americani.
Il reddito medio di un nucleo familiare è di $39,582 mentre per le famiglie è di $52,874. Gli uomini hanno un reddito medio di $32,936 contro $26,306 delle donne. Il reddito pro capite dell'area è di $20,221.
| Area metropolitana di Iowa City Popolazione |                 |
| 2000                                        | 131.676         |
| 2010                                        | 149.007         |
| 2013                                        | 161.170 (stima) |